# Jan Karol Chodkiewicz
Jan Karol Chodkiewicz herbu własnego (ur. 1570/1571, zm. 24 września 1621 w Chocimiu) – hetman wielki litewski od 1605, hetman polny litewski od 1600, wojewoda wileński od 1616, starosta generalny żmudzki od 1599, w 1596 mianowany podczaszym litewskim, hrabia na Szkłowie, Nowej Myszy i Bychowie, pan na Mielcu i Kraśniku (w latach 1593–1611). Jeden z najwybitniejszych europejskich dowódców wojskowych początku XVII w.

## Życiorys
Wnuk Hieronima, kasztelana wileńskiego, syn marszałka wielkiego litewskiego i kasztelana wileńskiego Jana Hieronimowicza oraz wojewodzianki krakowskiej Krystyny Zborowskiej herbu Jastrzębiec (siostry straconego Samuela Zborowskiego).
Zdobywał wykształcenie w latach ok. 1583–1586 na prowadzonej przez jezuitów Akademii Wileńskiej. W latach 1586–1589 studiował wraz z bratem Aleksandrem filozofię i prawo w jezuickiej akademii w Ingolstadt. Później, przez Augsburg i Weronę, bracia ruszyli do Padwy i Wenecji. Jan Karol odwiedził Maltę. Na Litwę obaj wrócili w roku 1590, już po śmierci matki.

### Rodzina
W 1593 Jan Karol Chodkiewicz ożenił się z Zofią Mielecką Olelkowiczową, wdową po księciu słuckim Siemionie Olelkowiczu. Ze związku tego urodziła się w 1604 roku Anna (wydana za marszałka nadwornego litewskiego Jana Stanisława Sapiehę). Obaj synowie umarli, pierworodny Hieronim Chryzostom w 1613, mając lat szesnaście, drugi w 1606, w niemowlęctwie. Jego żona Zofia zmarła w 1619 roku. Myśląc o przedłużeniu rodu, w Jarosławiu 28 listopada 1620 wziął ślub z młodszą o 30 lat księżniczką Anną Alojzą Ostrogską, z którą jednak nie miał potomstwa.

### Wojny kozackie i mołdawskie
Swoją karierę wojskową rozpoczął w 1596 od udziału pod wodzą Stanisława Żółkiewskiego w tłumieniu powstania Nalewajki, który wraz z wojskiem kozackim pustoszył miasta na wschodnich ziemiach Wielkiego Księstwa Litewskiego. W tym samym roku otrzymał pierwszy urząd podczaszego litewskiego. W 1599 został wybrany przez szlachtę starostą generalnym żmudzkim. W 1600 roku wziął udział w zwycięskiej wyprawie hetmana wielkiego koronnego Jana Zamoyskiego na Wołoszczyznę.

### Wojna inflancka
W kwietniu 1601 roku Zygmunt III Waza mianował go „pułkownikiem albo porucznikiem hetmańskim” (a więc hetmanem polnym litewskim), dzięki czemu zyskał dowództwo nad wojskiem operującym w Inflantach, ale tylko podczas nieobecności hetmana wielkiego Krzysztofa „Pioruna” Radziwiłła, z którym Chodkiewicz był skonfliktowany. W 1601 dowodził w zwycięskiej bitwie nad armią szwedzką pod Kokenhausen. W październiku 1602 objął po Zamojskim naczelne dowództwo w Inflantach: odebrał Szwedom Dorpat (9–13 kwietnia 1603) i obronił Rygę. 6 sierpnia 1603 roku, Zygmunt III Waza oficjalnie wydał uniwersał, w którym ogłosił o oddaniu mu dowództwa. 23 września 1604 odniósł zwycięstwo w bitwie pod Białym Kamieniem, gdzie dowodząc oddziałem w sile 2 tys. ludzi pobił siedmiotysięczną armię szwedzką - straty po stronie szwedzkiej wynosiły 3 tys., przy 150 stratach własnych. 
W 1605 odniósł kolejne zwycięstwo nad Szwedami w bitwie pod Kircholmem. Jego czterotysięczny oddział pobił czternastotysięczny korpus szwedzki, 9 tys. żołnierzy przeciwnika poniosło śmierć; zdobyto 60 nieprzyjacielskich sztandarów i 12 dział. Zwycięstwo to rozsławiło imię Chodkiewicza w całym ówczesnym świecie. Gratulacje przysłali mu m.in. papież Paweł V, cesarz Rudolf II Habsburg, król Anglii Jakub I Stuart, sułtan Ahmed I i szach perski Abbas I Wielki. Sejmiki ziemskie Rzeczypospolitej uchwalały vota, żądając od króla Zygmunta III wynagrodzenia trudów wielkiego wodza. Wkrótce też król przyznał mu buławę wielką litewską (choć jest możliwe, że otrzymał ją jeszcze przed tym zwycięstwem) i liczne nadania ziemskie.
W czasie wojny o Inflanty Chodkiewicz dał się poznać jako znakomity strateg i mistrz taktyki, szczególnie umiejętnie potrafiący operować formacjami husarii. Jesienią 1606 roku musiał opuścić Inflanty, ponieważ wojsko rozeszło się, gdy nie otrzymało pieniędzy.

### Rokosz sandomierski i ponowne walki ze Szwedami
Odwołany z inflanckiego teatru działań, w 1607 roku zajął się tłumieniem rokoszu sandomierskiego. W Wielkim Księstwie Litewskim jego wojsko zniosło oddziały rokoszan, sformowane przez wroga Chodkiewiczów, kasztelana wileńskiego Janusza Radziwiłła. 6 lipca 1607, dowodząc prawym skrzydłem królewskim pokonał rokoszan w bitwie pod Guzowem, jednak odmówił pościgu za pokonanymi. Tłumaczył to tym, że pełne zwycięstwo może osłabić siłę starych rodów litewskich. Jak później pisał, „dawno Polacy na tym są, aby nas, wielkie familie w Litwie, powaśniwszy do zniszczenia przywiedli, aby tak snadnie (łatwo) mogli według myśli Litwą kierować”. W 1608 doprowadził do podpisania zawieszenia broni ze Szwedami. Jednak już wkrótce, gdy Szwedzi zerwali rozejm i wznowili walkę (1609) został zmuszony ponownie odbijać z rąk szwedzkich Parnawę (z braku piechoty, w trzaskającym mrozie własnym przykładem skłonił husarię do szturmu na zamek) i Dyjament. W roku 1611 upoważniony przez Zygmunta III zawarł ze Szwedami rozejm.

### Wojna moskiewska
Mimo że w 1604 roku był przeciwnikiem popierania Dymitra Samozwańca, w czasie wojny polsko-rosyjskiej stanął na czele wyprawy na Moskwę. 10 września 1611 pospieszył z nieudaną odsieczą oblężonej polskiej załodze moskiewskiego Kremla, ścierając się z powstańcami moskiewskimi. Druga próba odsieczy w 1612 też nie zakończyła się powodzeniem. W latach 1613–1615 przeprowadzał działania osłonowe Smoleńska, dzięki czemu to miasto pozostało w granicach Rzeczypospolitej. W roku 1615 wraz z innymi wyznaczonymi przez sejm komisarzami uczestniczył pod Smoleńskiem w rokowaniach z przedstawicielami Moskwy. W 1617 został wodzem naczelnym wyprawy królewicza Władysława, która zamierzała odbić Moskwę. 11 października 1617 Chodkiewicz zdobył Dorohobuż, na leże zimowe zapadł w Wiaźmie. W Tuszynie jego wojska zasiliło 20 000 kozaków pod wodzą hetmana Piotra Konaszewicza-Sahajdacznego. Jednak pomimo ponawianych prób zdobycia stolicy Rosji wyprawa zakończyła się niepowodzeniem (nieudany nocny szturm 10/11 października 1618). W 1617 roku po zawarciu rozejmu w Dywlinie Chodkiewicz zaczął porządkować sprawy rodzinne.

### Obrona Chocimia i śmierć
Na polecenie króla został mianowany dowódcą połączonych wojsk polskich, litewskich i kozackich w czasie obrony Chocimia przed Turkami w roku 1621. Zmarł w oblężonym przez Turków obozie pod Chocimiem. Ciało hetmana po obronie obozu pod Chocimiem złożono w Kamieńcu Podolskim. Pogrzeb odbył się w Ostrogu, czyli w dobrach jego młodej żony. Wybór miejsca był złamaniem woli hetmana, który chciał być pochowany w Kretyndze, gdzie spoczywało ciało pierwszej żony. W 1637 roku trumnę przeniesiono do grobowca w kaplicy jezuickiej w Ostrogu. Po wybuchu powstania kozackiego w 1648 roku przewieziono ją do Wołczewa, skąd powróciła w 1654. W 1722 roku przeniesiono ją do nowego kościoła jezuitów w Ostrogu.

### Gospodarka i mecenat
Był świetnym administratorem odziedziczonych lub powierzonych sobie dóbr. Wznosił liczne fortyfikacje, obwarowywał miasta, fundował kościoły i klasztory. W 1609 roku w Kretyndze ufundował kościół i klasztor bernardynów, gdzie chciał być pochowany. W Krożach ufundował w 1620 roku kościół Wniebowzięcia Najświętszej Marii Panny i kolegium jezuitów. W Nieświeżu ufundował kościół jezuitów pod wezwaniem św. Michała. W Szkudach ufundował kościół św. Trójcy i szkołę dla jezuitów.

### Fortyfikator
W 1607–1619 na jego polecenie zbudowano nowoczesny zamek bastionowy w Lachowiczach oraz po 1611 roku polecił otoczyć fortyfikacjami miasto i zamek-rezydencję w Starym Bychowie nad Dnieprem.

### Oceny u współczesnych
Jan Lipski, przemawiając z okazji śmierci króla, wspominając odniesione za jego panowania zwycięstwa, powie o kircholmskim, że było drugimi Kannami, albo Grunwaldem. Maciej Kazimierz Sarbiewski, pisząc o zwycięskim wodzu, nazwie go litewskim Achillesem.

### Patron
Do 1939 roku imię hetmana nosił 26 Pułk Ułanów Wielkopolskich w Baranowiczach, a w latach 1994–2000 14 Brygada Pancerna Ziemi Przemyskiej w Przemyślu.
W Boguszowicach dzielnicy Rybnika działa 17 Męska Drużyna Harcerska im. Jana Karola Chodkiewicza.
W Mielcu działa X Mielecka Drużyna Harcerzy „Zbroja” im. Hetmana Jana Karola Chodkiewicza.

## Galeria

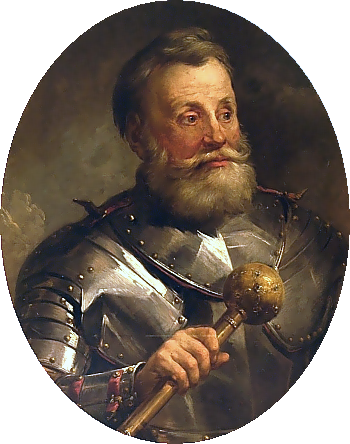
Marcello Bacciarelli, Portret Jana Karola Chodkiewicza, 1781
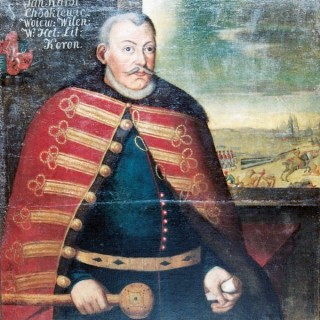
Jan Karol Chodkiewicz
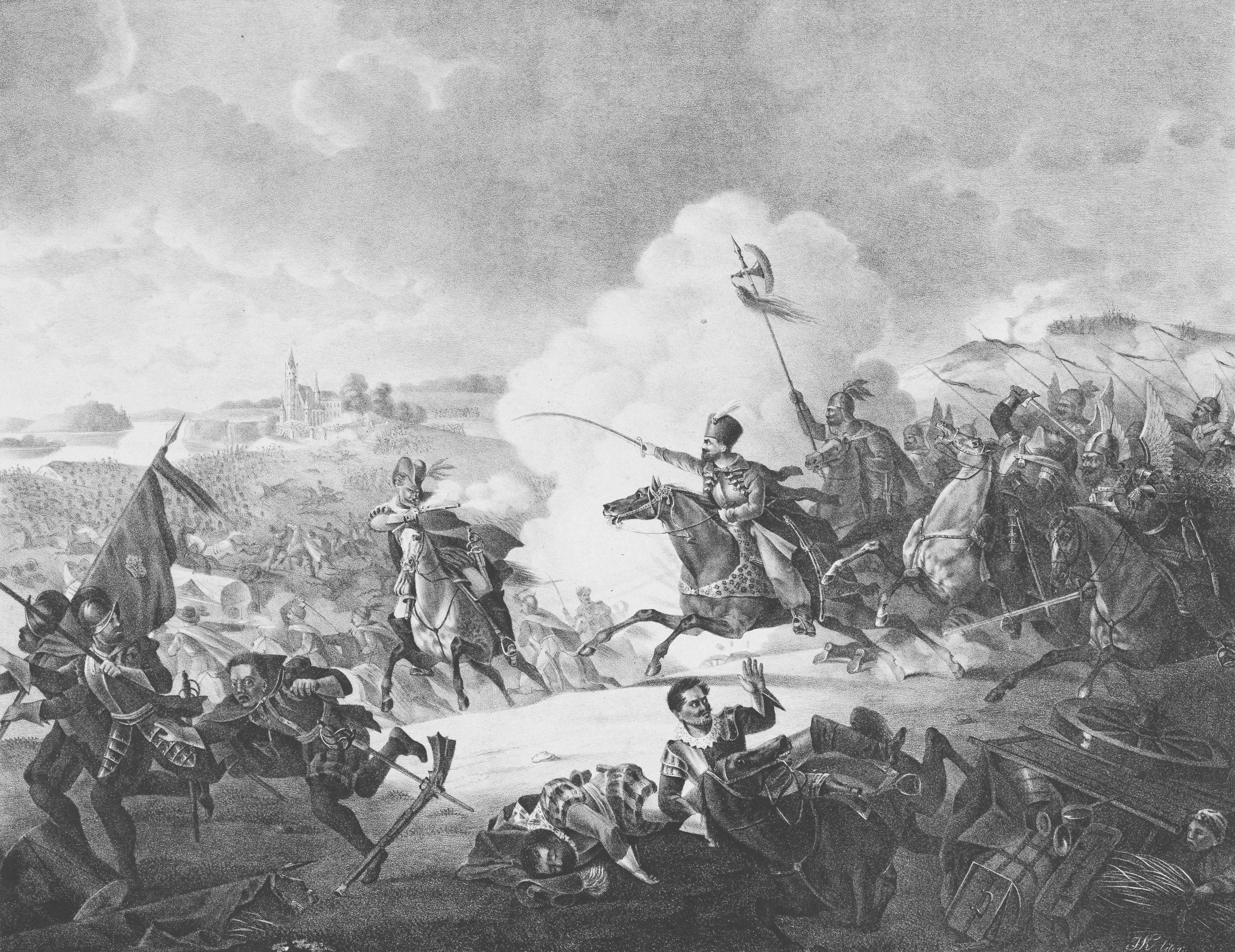
Jan Karol Chodkiewicz pod Kircholmem 1605
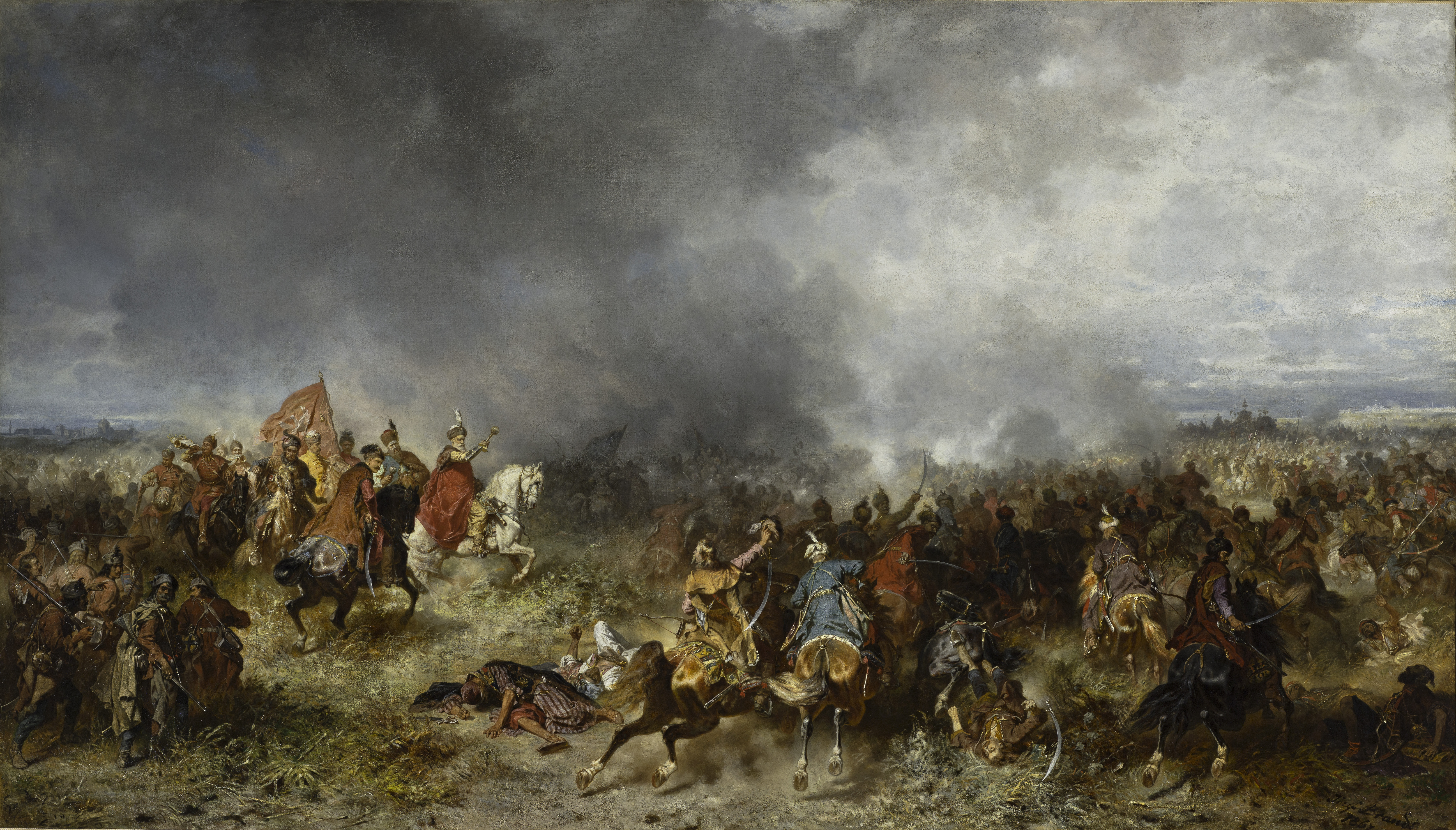
Józef Brandt, Bitwa pod Chocimiem, 1867; Jan Karol Chodkiewicz w centrum obrazu, w czerwonym stroju
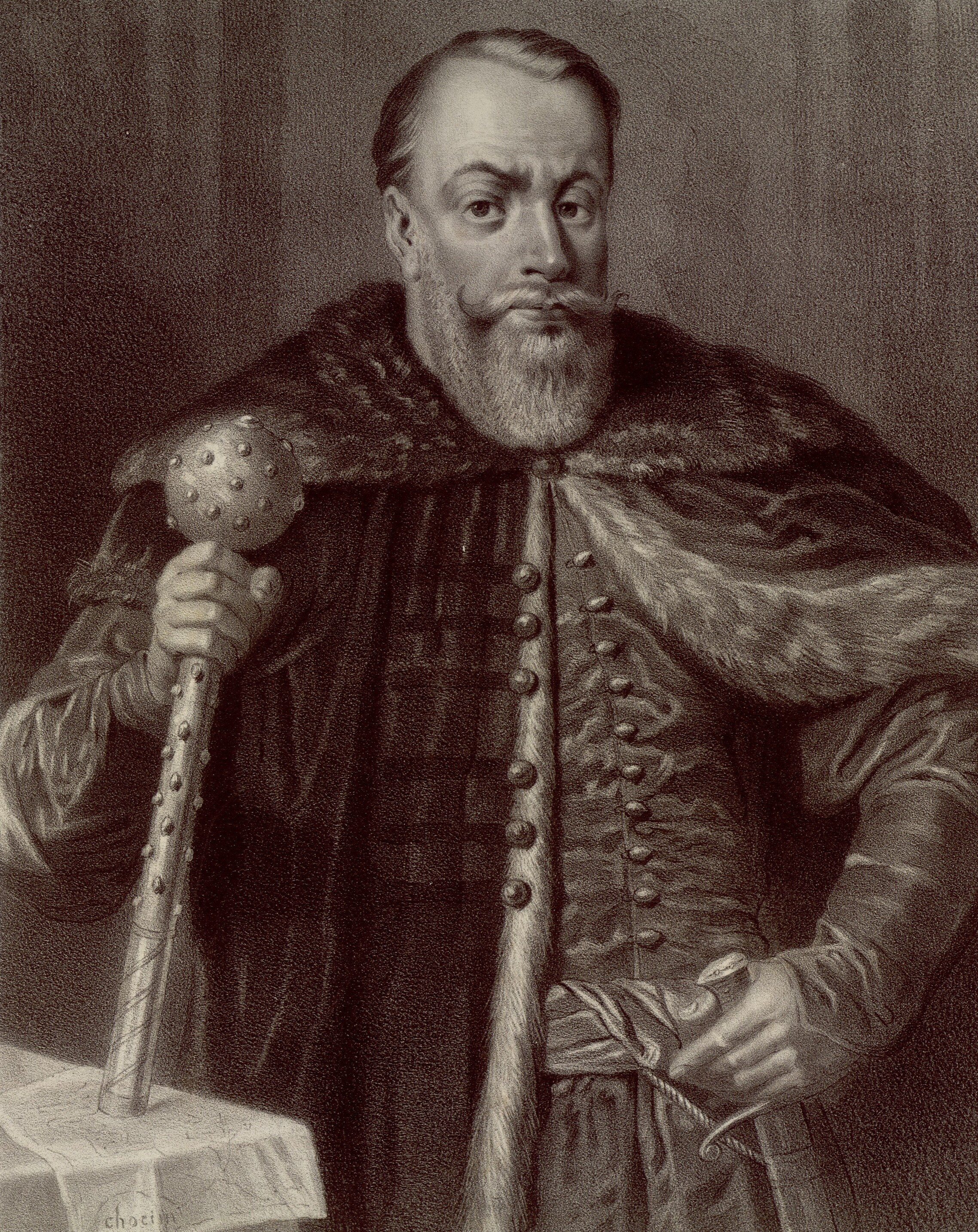
Jan Karol Chodkiewicz
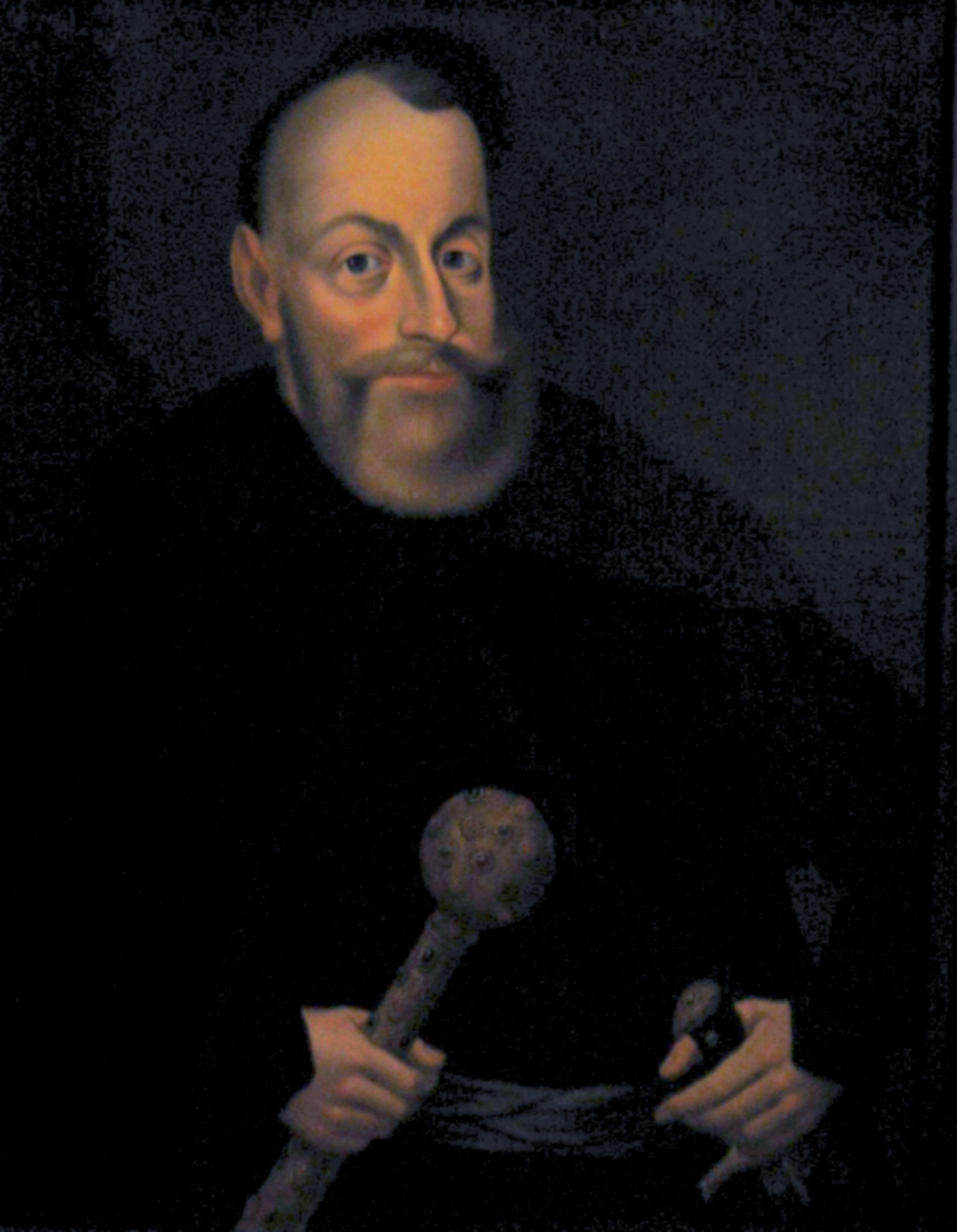
Jan Karol Chodkiewicz
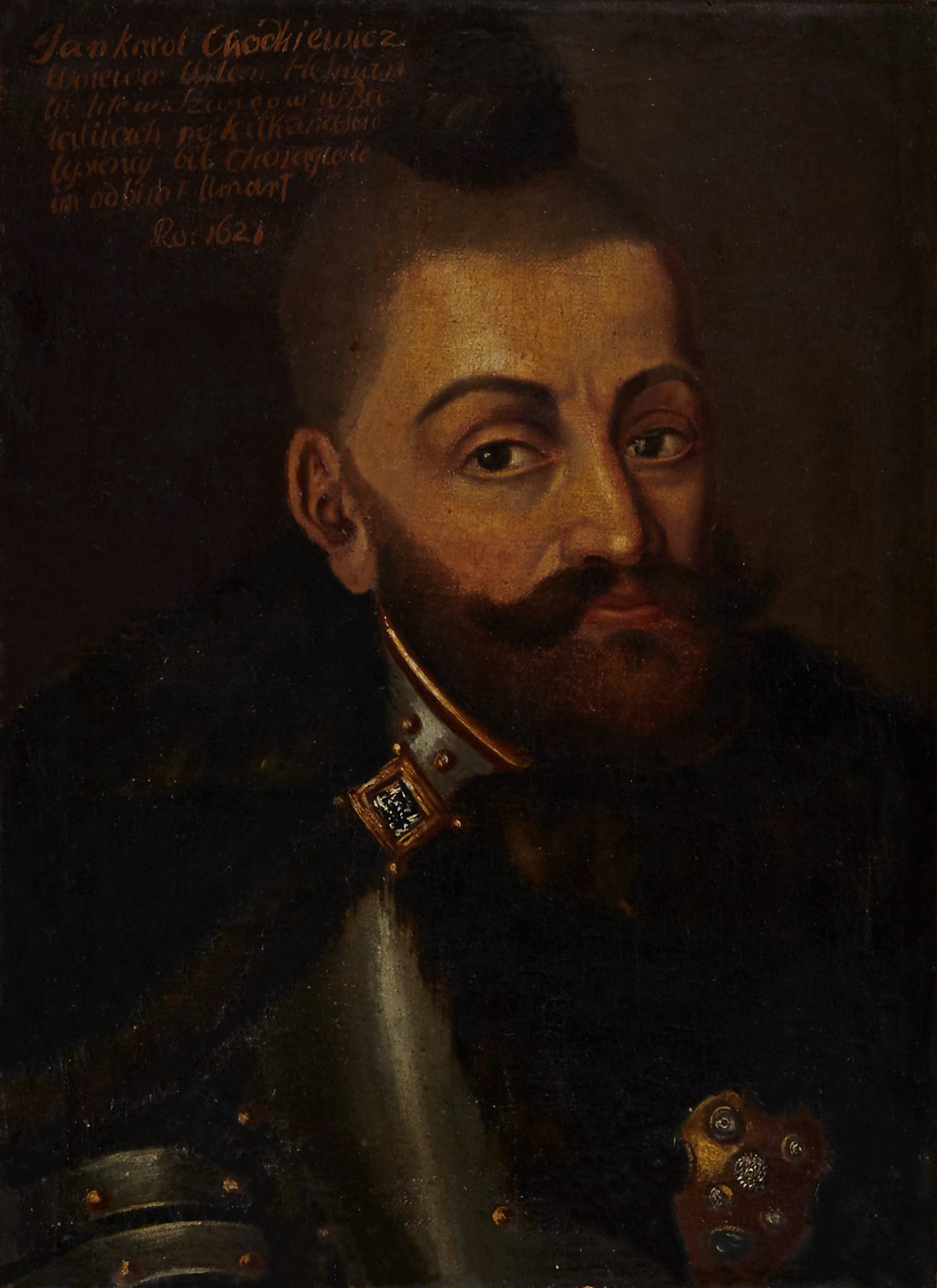
Jan Karol Chodkiewicz. Wiek ok. 30 lat.
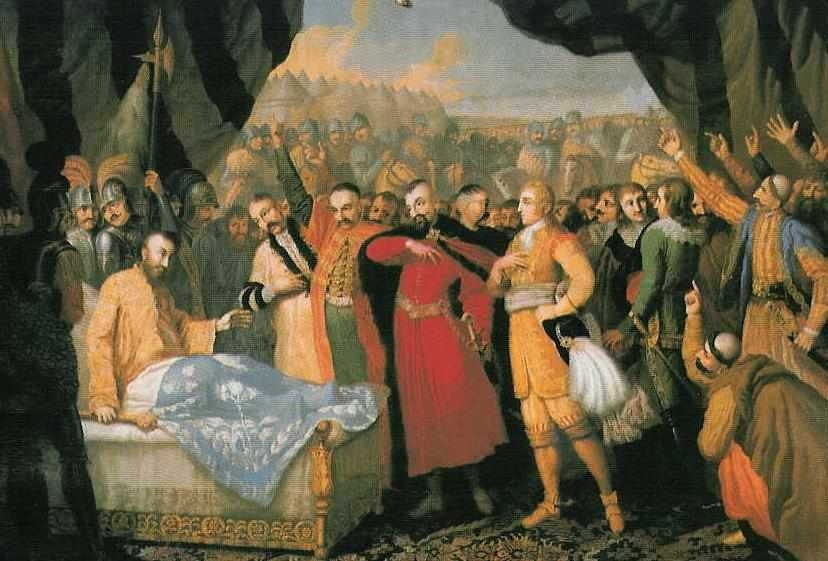
Śmierć Jana Karola Chodkiewicza
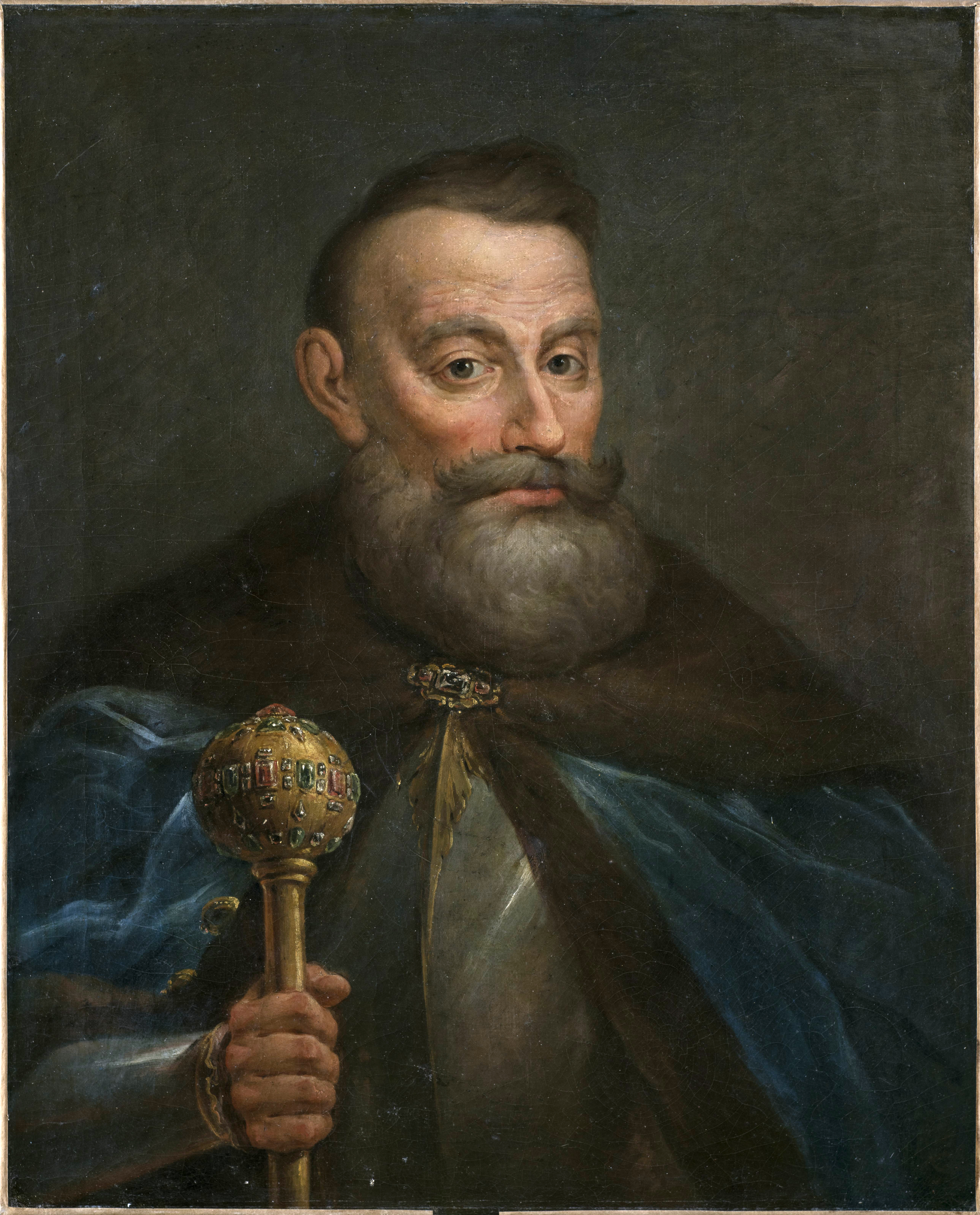
Jan Karol Chodkiewicz z buławą
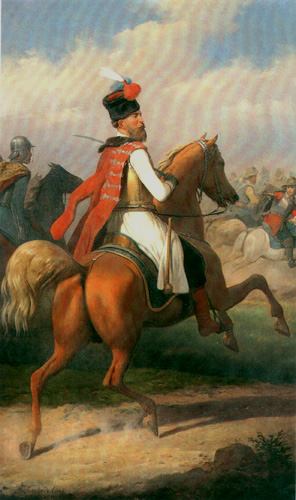
Jan Karol Chodkiewicz na koniu
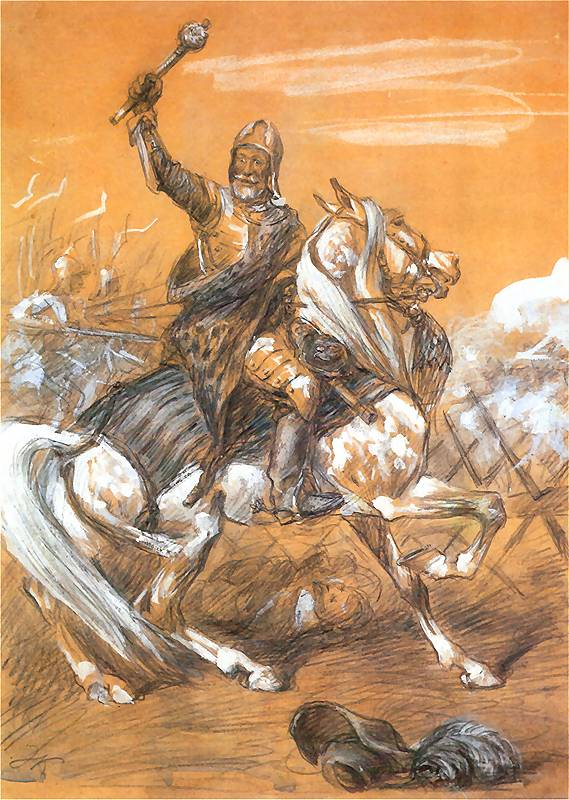
Jan Karol Chodkiewicz jako Wielki Hetman Litewski
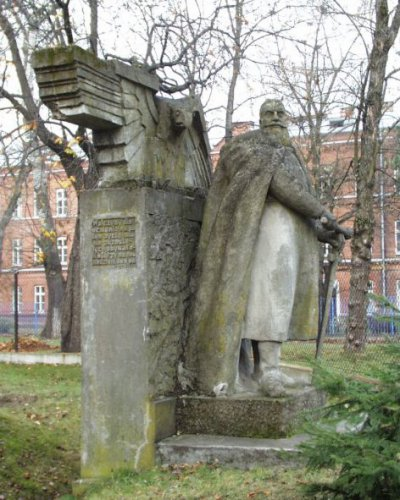
Pomnik Jana Karola Chodkiewicza w Komorowie
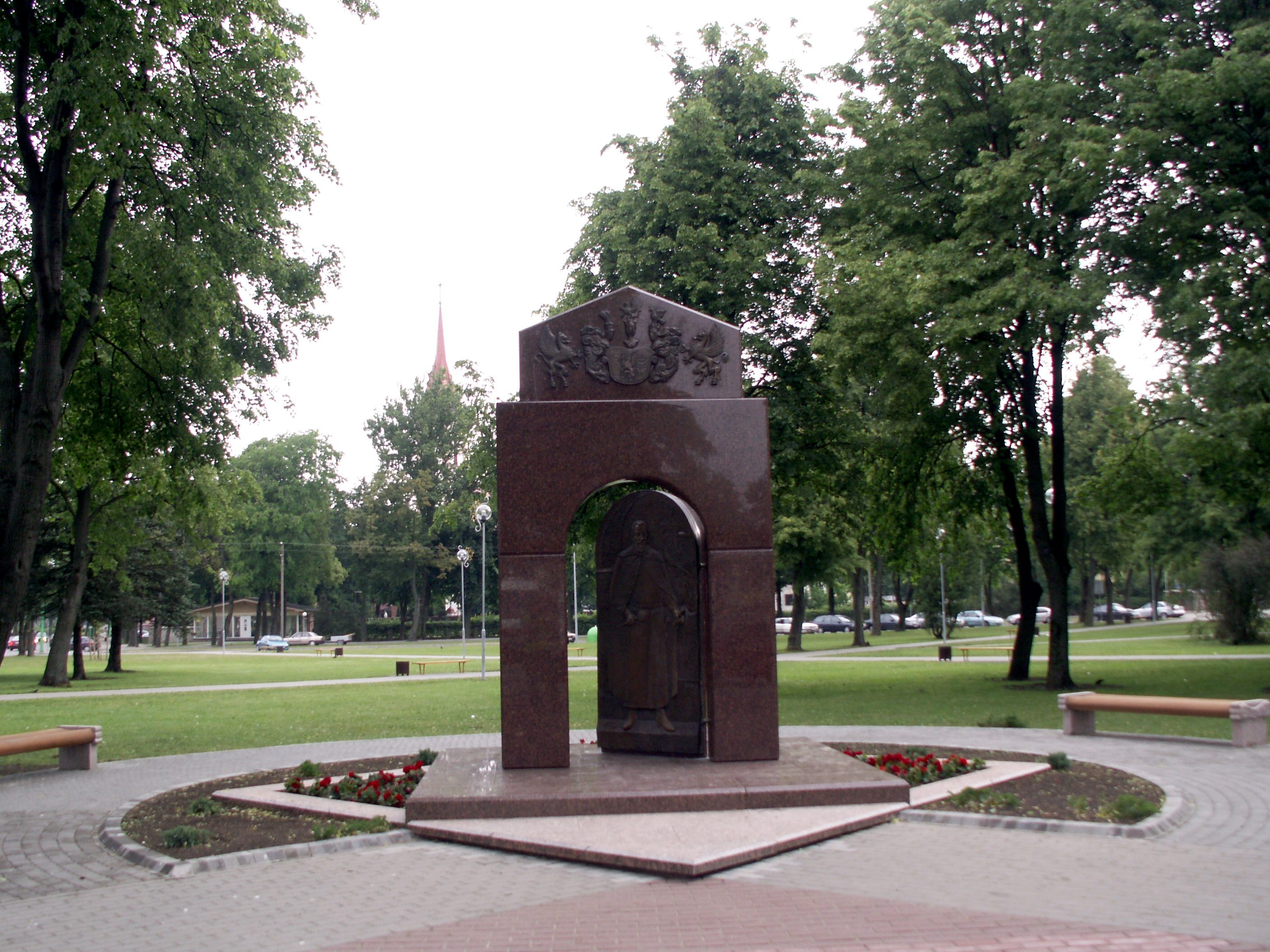
Pomnik Chodkiewicza w litewskiej Kretyndze
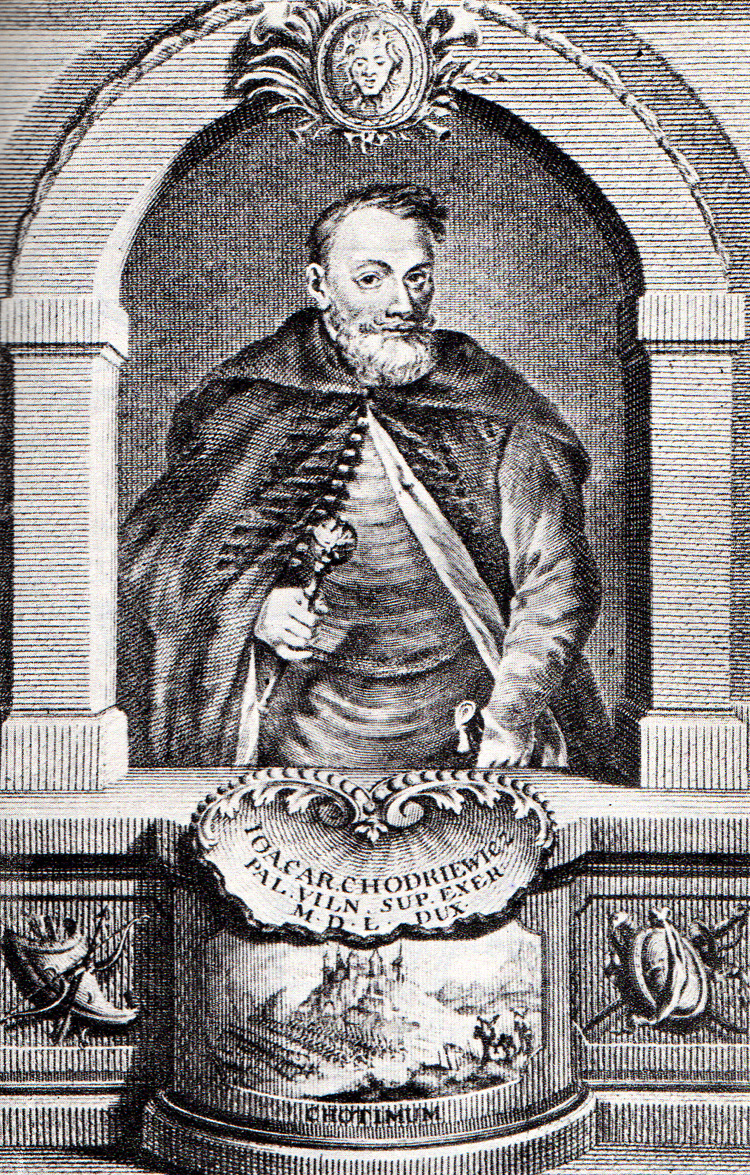